# Arnold Antonin
Pour les articles homonymes, voir Antonin.
Arnold Antonin est un cinéaste et producteur haïtien né à Port-au-Prince (Haïti) le 3 décembre 1942.
Homme de carrières diverses, Arnold Antonin est connu pour son engagement social, politique et culturel. Il a été honoré pour l'ensemble de son œuvre dans le cadre de la remise du prix Djibril Diop Mambety au Festival de Cannes 2002. Il a gagné trois fois le prix Paul Robeson du meilleur film de la Diaspora africaine au FESPACO ainsi que nombreux prix et mentions dans différents festivals pour ses documentaires et ses films de fiction. Il a été président de l'Association haïtienne des cinéastes (AHC) de 2005 à 2009.

## Biographie
Né Celesti Corbanese à Port-au-Prince en décembre 1942 d'un père vénitien, il étudie d'abord au Petit Séminaire Collège Saint-Martial grâce à une bourse d'études et s'initie également à l'art plastique contemporain. Recherché par la police politique pour avoir participé à une grève étudiante, il quitte Haïti en 1961 et prend le nom d'Arnold Antonin pour critiquer la dictature Duvalier depuis un exil qui durera 25 ans. Il suit un cursus universitaire de sciences politiques et obtient un diplôme en sciences économiques à Rome. Il participe à la Fédération des étudiants haïtiens d'Europe, chargé de la communication avec le journal La Tribune des Étudiants et d'organiser la diaspora haïtienne. Il se marie et a deux enfants. Il commence à s'initier au cinéma et devient producteur dans les années 1970, « pour transformer le monde ». Il réalise son premier court-métrage Duvalier accusé en 1973 où il filme en noir et blanc l'intervention de Justin Castera, délégué de l'Organisation révolutionnaire 18 mai d'Haïti, contre Duvalier accusé de crime contre l'humanité au tribunal Bertrand Russell sur l'Amérique latine.
En 1974, il tourne en noir et blanc et en 16 mm Ayiti, men chimen libète, le premier long métrage haïtien, qui fait le tour du monde dans le cadre de la mobilisation contre la dictature des Duvalier. Il y retrace la longue lutte du peuple haïtien.
Trois courts métrages documentaires plus tard, il cherche à se rapprocher d'Haïti en République dominicaine en 1976 mais y est interdit de séjour et se replie finalement au Vénézuela en 1978, avec l'idée de monter une station radiophonique qui émette en Haïti. Le projet n'aboutit pas mais il crée une émission en créole pour les quelque 5 000 Haïtiens immigrés au Vénézuela, La Voix haïtienne.
En parallèle, il devient professeur d'économie à l'Université centrale du Vénézuela et y obtient une maîtrise de droit économique international à l'université centrale du Venezuela, tout en suivant des cours d'écriture scénaristique à l'Institut Romulo Gallegos et produisant la version espagnole de ses films en lien avec des exilés chiliens et argentins. En 1980, il crée le Centre Pétion-Bolivar, espace polyvalent d'éducation et de formation populaire, ainsi que l'Association haïtiano-vénézuélienne pour les Droits de l'homme.
Il revient en Haïti en mars 1986 après la chute du régime Duvalier,. Il refonde le Centre Pétion-Bolivar à Port-au-Prince et enseigne à la Faculté de Sciences humaine et à l'École nationale des Arts (ENARTS) où il fonde des chaires de cinéma et de gestion des faits culturels. Il lance par ailleurs en 1987 un espace pluraliste de rencontres et de débats, le Forum libre du jeudi, et met en place le Réseau national de défense des Droits de l'Homme (Renadwam). Il est l'un des fondateurs du Parti national progressiste révolutionnaire haïtien (PANPRA), section haïtienne de l'Internationale socialiste, qui cherche un consensus politique.
En 1988, il commence à travailler sur support vidéo et réalise une vingtaine de films documentaires et un long métrage de fiction Piwouli et le zenglendo. En 1991, il se retire de la vie politique en présentant une explication autocritique, et se consacre entièrement au cinéma. En 2001, 25 ans après La nayif nan peyi kout baton (Art naïf et répression en Haïti), il réalise en vidéo son premier documentaire sur les artistes haïtiens : Tiga : Haïti, rêve, possession, création, folie et alternera à partir de 2006 portraits d'artistes et sujets sociaux.
De 2005 à 2009, il est président de l’Association haïtienne des cinéastes (AHC). Il déclare : « Je m'accroche désespérément à mon cinéma pour que le sacrifice de tous ceux qui sont morts ne soit pas vain ».
Il est honoré pour l'ensemble de son œuvre dans le cadre de la remise du prix Djibril Diop Mambety au Festival de Cannes en 2002. Il obtient trois  fois consécutives le prix Paul Robeson du meilleur film de la Diaspora africaine aux FESPACO  2007, FESPACO  2009  et FESPACO  2011 à Ouagadougou, ainsi que multiples distinctions dans différents festivals.

## Filmographie
- 1973 : Duvalier accusé, 20 min, N/B, 16 mm
- 1974 : Haïti : Au tribunal de Bertrand Roussel
- 1975 : Duvalier condamné, 40 min, N/B, 16 mm
- 1975 : Haïti, le chemin de la liberté (Ayiti, men chimen libèté ), 120 min, N/B, 16 mm (premier long-métrage haïtien)
- 1976 : Art naïf et répression en Haïti, 45 min, couleurs, 16 mm
- 1981 : Un Tonton Macoute peut-il être un poète ?, 35 min, couleurs, 16 mm
- 1984 : Le Droit à la parole, (Radio Haïti en 1980) 15 min, couleurs, 16 mm
- 1988 : 20 Ans de travail avec les pauvres, 45 min, vidéo
- 1988 : Le Manioc est la vie de Maréchal, 40 min, vidéo
- 1989 : La Drogue ne pardonne pas ! 15 min, vidéo
- 1989 : Les Droits de l’enfant, 15 min, vidéo
- 1993 : Port-au-Prince, la 3e Guerre mondiale a déjà eu lieu, 15 min, vidéo
- 1998 : Qu’est-ce qu’un syndicat ?, 20 min, vidéo
- 1999 : La Protection du citoyen, 20 min, vidéo
- 1999 : Connaissance pour sauver la vie
- 2000 : Courage de femme, 17 min, couleurs, vidéo
- 2001 : Tiga : Haïti, rêve, possession, création, folie, 52 min, couleurs, vidéo
- 2001 : Marithou, femme peintre d'Haïti 13 min, couleurs, vidéo,
- 2001 : Beauté contre pauvreté à Jalousie, 13 min, couleurs, vidéo
- 2001 : Le Faiseur de fanaux, 14 min, couleurs, vidéo
- 2001 : Diyite gran moun, 15 min, couleurs, vidéo
- 2002 : Piwouli et le Zenglendo (ht), 90 min, couleurs, vidéo
- 2002 : Cédor ou l’Esthétique de la modestie, 39 min, couleurs, vidéo
- 2003 : Albert Mangonès, l’espace public, 52 min, couleurs, vidéo
- 2003 : André Pierre, celui qui peint le bon, 26 min, couleurs, vidéo
- 2003 : Ti Machin, la mécanicienne, 13 min, couleurs, vidéo
- 2003 : Jeunes, sexualité et Sida : trois capsules de 2 min, couleurs, vidéo
- 2003 : Carnaval de la jeunesse contre le Sida à Jacmel, 15 min, couleurs, vidéo
- 2003 : Souvenance, Communauté dahoméenne du Vaudou, 13 min, couleurs, vidéo
- 2003 : Tout ti moun se ti moun, 13 min, couleurs, vidéo
- 2004 : Je ne veux pas transmettre le VIH-SIDA à mon enfant, 13 min, couleurs, vidéo
- 2004 : Economy of survival in Haiti, 26 min, couleurs, vidéo
- 2004 : GNB contre Attila ou une autre Haïti est-elle possible ?, 120 min, couleurs, vidéo
- 2006 : Le président a-t-il le sida ?, 123 min, couleurs, vidéo
- 2006 : Enfants en danger, 10 min, couleurs, vidéo
- 2007 : Préfète Duffaut, piété et urbanisme imaginaire, 30 min, couleurs, vidéo.
- 2007 : Aubelin de Jolicoeur, Mister Haïti, 26 min, couleurs, vidéo.
- 2008 : Jacques Roumain, la passion d'un pays, documentaire, 118 min, couleurs, vidéo.
- 2008 : Cinq histoires vraies, 30 min, couleurs, vidéo.
- 2008 : Bâtir l’avenir, 30 min, couleurs, vidéo.
- 2009 : Les Amours d'un zombi, fiction, 90 min, couleurs, vidéo.
- 2009 : Savoir pour pouvoir, 20 min, couleurs, vidéo.
- 2009 : La sculpture peut-elle sauver le village de Noailles ou Les Boss métal de la Croix des Bouquets, 32 min, couleurs, vidéo.
- 2010 : Chronique d’une catastrophe annoncée ou Haïti : apocapypsis now, 18 min, vidéo, couleur.
- 2010 : La Planète bleue de Lucner Lazard, 23 min, vidéo, couleurs.
- 2010 : Il était une fois Périclès, 6 min, couleurs, vidéo.
- 2011 : Six femmes d'exception, 88 min, couleurs, vidéo.
- 2012 : Herby, jazz et musique haïtienne, 82 min, couleurs, vidéo.
- 2012 : De l’agriculture et des hommes : 1- Sécurité alimentaire, 38 min, couleurs, vidéo / 2- Bassins versants, 27 min, couleurs, vidéo
- 2012 : Gérard Gourgue : l'homme qui aurait pu changer le cours de l'histoire, 122 min, couleurs, DVD
- 2013 : Le Règne de l'impunité (ht), 65 min, couleurs, DVD
- 2013 : Le miroir brisé de Valcin II, couleurs, DVD, 24 min, français
- 2014 : Georges Corvington: Port-au-Prince, mon seul et unique amour, 52 min, DVD, couleurs
- 2014 : La Vraie Révolution en Haïti : une éducation de qualité pour tous. 35 min, couleurs, vidéo.
- 2014: Témoignages pour l’histoire de l’impunité en Haïti, couleurs, vidéo : 1/ Le  duvaliérisme, 2/ Résistance, tortures et crimes contre l’humanité, 3/ L’impunité après  1986, 4/ Le contexte national et international de l’impunité
- 2015 : Traversée des mondes de Franketienne, DVD, couleurs, 86 min
- 2015 : Renmen Timoun yo  (De l’amour pour les enfants !), 30 min,  vidéo
- 2016 : René Depestrre on ne rate pas une vie éternelle, DVD, couleurs, 120 min
- 2016 : Lafortune Félix, le dernier des grands peintres de l’Artibonite, couleurs, DVD, 20 min, français
- 2016 : Jambes de bois ou Gérard Fortuné, le dernier des naïfs, couleurs, DVD, 20 min, français
- 2016 : Gérald Bloncourt, un haïtien à Paris, distributeur de tracts et colleur d’affiches, 46 min, vidéo
- 2016 : Jacques Stephen Alexis, mort sans sépulture, 95 min, vidéo, couleurs
- 2017 : Bernard Diederich, le Tusitala, raconte Haïti, DVD, couleurs, 26 min
- 2016 : Les Bandes à pieds en Haïti (ht), coréalisé avec Yves Billon 52 min, vidéo, couleurs
- 2017 : Le Voyage de Télémaque, 52 min, vidéo, couleurs.
- 2019 : Anthony Phelps à la frontière du texte, DVD, couleurs, 79 min
- 2018 : Maurice Sixto, Gran lodyansè devan Leternèl, 1h 50 min, vidéo, couleurs
- 2019 : Atis kap taye banda nan lari Pòtoprens / Heureux sculpteurs des rues de Port-au-Prince, couleurs, DVD, 86 min, créole haïtien , français
- 2020 : Où sont passés les sémaphores ?, coréalisé avec Oldy J. Auguste, 30 min, vidéo, couleurs
- 2020 : Ainsi parla la mer, DVD, couleurs, 49 min, créole avec sous-titre en français[12]
- 2021 : Le roi Exil et sa cour ou la béatitude au bout du pinceau (Wa Egzil nan lakou Levoy), DVD, couleurs, 27 min, en créole sous-titré en français et en anglais[13]
- 2022 : Jean-Jacques Dessalines, le vainqueur de Napoléon Bonaparte (ht), 97 min, USB, français et créole, sous titres anglais et espagnol couleurs
- 2022 : Le Kitsch sublime et mélancolique de Lionel St Éloi, 23 min, USB, français et créole, sous-titres anglais, couleurs
- 2023 : Pepe Mujica, Nelson Mandela et Haïti, 61 min, vidéo, couleurs
- 2024 : Anténor Firmin, entre l'épée et la plume ou de l'égalité des races humaines, 78 min
- 2024 : Haïti-Chili, le choc et la rencontre, 77 min, vidéo, couleurs
- 2025 : Haiti Papam Habebit ? Le prochain Pape sera-t-il haïtien ?, 120 min, couleurs

## Distinctions et festivals
- Membre de jurys internationaux : La Havane, Fort-de-France (Images Caraïbes), Namur, FESPACO, Oaxaca de Juárez, Bogota, Sucre.
- Rétrospective à l’Institut français d’Haïti, au festival Africa-America à Port-au-Prince, à Bogota, à l’Alliance française de Sucre, à La Cinémathèque de Saint-Domingue.
- 1975 : prix de la Critique Arabe à Genève pour Haïti, le chemin de la Liberté.
- 1976 : prix de la Francophonie Festival FIFEF de La Nouvelle-Orléans pour Art naïf et répression en Haïti
- 1980 : prix du meilleur court-métrage de la ville de Caracas pour Un tonton-macoute peut-il être poète ?
- 1982 : mention spéciale du festival de ciné de Merida pour Un tonton-macoute peut-il être un poète ?
- 1983 : mention spéciale du Jury du festival international du nouveau cinéma latino-américain de La Havane pour Haïti, le chemin de la liberté.
- 2002 : honoré au Festival de Cannes pour l’ensemble de son œuvre et pour son documentaire Courage de femmes dans le cadre de la remise du prix Djibril Diop Mambety.
- « Prix Ticket d‘Or » pour Arnold Antonin, pour sa contribution au cinéma haïtien du magazine Ticket du journal Le Nouvelliste.
- 2007 : prix Paul Robeson du meilleur film de la diaspora africaine, au FESPACO 2007 pour Le président a-t-il le sida ? et prix spécial du Comité de lutte contre le Sida du Burkina Faso.
- 2007 : mention spéciale au Festival Vues d'Afrique de Montréal, pour Le président a-t-il le sida ?.
- 2007 : premier prix de long métrage de fiction octroyé par Radio Canada dans le cadre du Festival international du cinéma haïtien de Montréal, pour Le président a-t-il le sida ?.
- 2007 : Le président a-t-il le sida ?, sélectionné pour le Festival itinérant des films de la Caraïbe.
- 2008 : Mention spéciale du Jury du 2e Festival du Cinéma latino-américain de Oaxaca pour le film GNB contre Attila ou Une autre Haïti est possible.
- 2008 : Le président a-t-il le sida ? est le film d’ouverture du festival Fleurs de la diaspora africaine de San José.
- 2008 : Jacques Roumain, la passion d’un pays est le film de clôture de la semaine du film francophone organisé par Vues d’Afrique au Musée de la civilisation à Québec. Mention spéciale du Jury au Festival international du film Haïtien de Montréal. Sélectionné au festival du Cinéma latino-américain de La Havane. Projeté à l’Atrium de Fort-de-France, et au collège Jacques Roumain de la Martinique.
- 2009 : Jacques Roumain, la passion d’un pays est projeté en marge de la Berlinale et gagne le prix Paul Robeson du meilleur film de la diaspora africaine au FESPACO 2009. Prix du meilleur film Documentaire au Festival régional et international du cinéma de Guadeloupe. Prix du meilleur film Documentaire au Festival Écrans Noirs.
- 2010 : Chronique d’une catastrophe annoncée est invité à participer à différents festivals de droits de l’Homme et conférences sur Haïti en Amérique Latine : Première mondiale au Ciné Gaumont en Argentine, Semaine de solidarité avec Haïti de l’INCAA, XIIe Festival Internacional de Cine de Derechos Humanos en Colombie (Festival El Espejo), 6e Festival de Cine de derechos Humanos en Bolivie, Université nationale autonome du Mexique, université Yale, Festival Cinéma Caraïbe de St Barth, 33e Festival de Cinéma  de Douarnenez, sous l’égide de la société des américanistes de Suisse Peuples Autochtones et afrodescendants à Genève, Écrans Noirs, Festival Flores de la Diaspora africana 2010 (Costa Rica), Festival de Ciné Latinoamericano et de la Caraïbe, CINEMAISSI 2010, à Helsinki, Festival international du cinéma latino-américain de La Havane, Festival Itinérant des films de la Caraïbe.
- 2010 : Jacques Roumain, la passion d’un pays est invité a la Semaine de la Francophonie à l'Alliance française à Buenos Aires, sélectionné pour représenter Haïti au Festival mondial des arts nègres.
- 2010 : Les Amours d’un zombie sélectionné au 34e Festival International du cinéma de São Paulo, au Festival international du film d'Amiens et au Eko International Film Festival, Lagos.
- 2011 : Les Amours d’un zombie, prix Paul Robeson du meilleur film de la diaspora africaine au FESPACO 2011, film de clôture à Vues d’Afrique et images de la Caraïbe de Montréal, Festival panafricain du film de Cannes, Trophée du meilleur film de fiction aux Trophées des arts afro-caribéens de Paris, prix du public au Festival International du film d’Afrique et des Iles de l’Ile de la Réunion (FIFAI)
- 2011 : Six femmes d’exception, film d’ouverture des Rencontres interrégionales du documentaire et du court métrage de Guyane, parrain du festival.
- 2011 : L’UNESCO  organise à Paris le 20 janvier une table ronde sur Haïti et projette à cette occasion six films d’Arnold Antonin en sa présence.
- 2020 : Meilleur moyen métrage au Festival international des droits humains (Bolivie) pour Ainsi parla la mer[14],[15].
- 2020 : prix “Découvreurs du détroit de Magellan"[16].
- 2021 : Haitian Diaspora Award au Haiti International Film Festival.
- 2021 : prix du développement durable et Prix du meilleur moyen et court-métrage documentaire à Vues d'Afrique à  Montréal)[17].
- 2022 : prix du meilleur documentaire pour Jean-Jacques Dessalines, Le vainqueur de Napoléon Bonaparte au 7th Annual Haiti International Film Festival (Etats-Unis)
- 2023 : prix du documentaire pour Jean-Jacques Dessalines, le vainqueur de Napoléon Bonaparte au 39e Vues d'Afrique.
- 2024: Prix Court Métrage Documentaire pour « Le kitsch sublime de Lionel St Eloi » a la 28e edition du Festival International du Film (FEMI) de la Guadeloupe
- 2024: Prix Documentaire pour « Antênor Firmin entre l’épée et la plume » a la 28e edition du Festival International du Film (FEMI) de la Guadeloupe